# Larentia eupitheciaria
Larentia eupitheciaria là một loài bướm đêm trong họ Geometridae.